# Paulo Ramos (ort)
Paulo Ramos är en ort i Brasilien.   Den ligger i kommunen Olho d'Água das Cunhãs och delstaten Maranhão, i den nordöstra delen av landet, 1 300 km norr om huvudstaden Brasília. Paulo Ramos ligger 55 meter över havet och antalet invånare är 8 888.
Terrängen runt Paulo Ramos är platt. Närmaste större samhälle är Lago da Pedra, 9,9 km sydväst om Paulo Ramos.
Omgivningarna runt Paulo Ramos är huvudsakligen savann. Runt Paulo Ramos är det ganska glesbefolkat, med 23 invånare per kvadratkilometer.